# Bielawa
Bielawa [bʲɛˈlava], tyska: Langenbielau, är en stad i sydvästra Polen, belägen i distriktet Powiat dzierżoniowski i Nedre Schlesiens vojvodskap, omkring 55 kilometer sydväst om Wrocław, i östra utkanten av Ugglebergen (Góry Sowie) i mellersta Sudeterna. Befolkningen i staden, som administrativt utgör en stadskommun, uppgick i juni 2014 till 31 068 invånare.

## Geografi
Bielawa ligger vid floden Bielawica, en biflod till Piława. Bebyggelsen är utsträckt utefter väg 385 från omkring två kilometer söder om Dzierżoniów och sträcker sig ungefär åtta kilometer upp i bergen. Söder om staden ligger bergstoppen Góra Parkowa (455 m. ö. h.) och i väst den 693 m höga Wrona och den 1014 m höga Wielka Sowa.

## Historia
Bielawa grundades i hertigdömet Schlesien i början av 1200-talet, som en av flera byar i trakten av staden Reichenbach. Ortens namn kommer troligen från det polska biały, "vit", och på tyska blev namnet Bielau. Den omnämns första gången i skriftliga källor 1288. Från 1291 tillhörde staden det då nygrundade hertigdömet Świdnica. Den långsträckta bosättningen omnämns redan 1305 som indelad i Oberbielau och Unterbielau. Efter hertigen Bolko II:s död 1368 tillföll hertigdömet kungariket Böhmen. Bielau kom att lyda under olika länsherrar under den böhmiska kronan, från 1500-talet som del av Habsburgmonarkin. Under 1500-talet kom väverinäringen att få en framträdande roll, och efter att Reichenbachs vävare drabbats svårt av trettioåriga kriget och lämnat Reichenbach kom byn, nu under namnet Langenbielau, att bli centrum för traktens textiltillverkning.

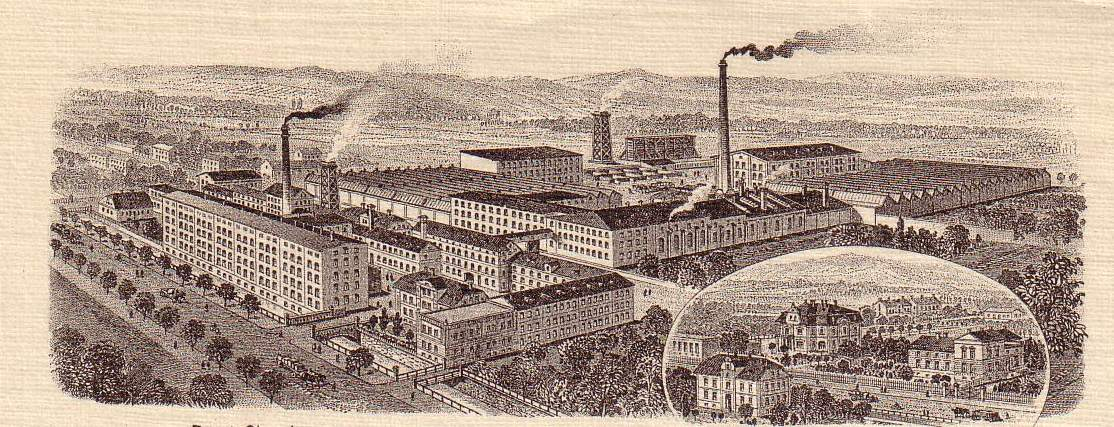
Flechtners textilfabrik i Langenbielau omkring år 1900.

Langenbielau blev tillsammans med större delen av Schlesien del av kungariket Preussen efter Österrikiska tronföljdskriget 1742 och var från 1816 del av Landkreis Reichenbach i provinsen Schlesien, från 1871 även som del av Tyskland. 1805 grundades Dierigfabriken, som kom att bli Schlesiens största väveri. Mellan 3 och 6 juni 1844 inträffade omfattande protester och upplopp på grund av fattigdom, svält och försämrade arbetsvillkor bland hemvävarna i grannstaden Peterswaldau, som även spred sig till Langenbielau innan de efter tre dagar slogs ned av preussisk militär, med elva dödsoffer som följd. Revolten skildrades bland annat av Heinrich Heine i dikten Die schlesischen Weber (1844) och av Gerhart Hauptmann i pjäsen Vävarna (1894). 
Orten var under slutet av 1800-talet en till invånarantalet mycket stor by, men erhöll inte stadsrättigheter förrän 1925. År 1891 öppnades järnvägen till Reichenbach som år 1900 även förlängdes till Wünschelburg genom Eulengebirgsbahn. Omkring 1930 hade staden två spinnerier, omkring 30 textilfabriker och 18 färgerier. Vid andra världskrigets utbrott 1939 hade staden 19 924 invånare.
1940-1945 fanns ett satellitläger till koncentrationslägret Gross-Rosen i staden. Efter Potsdamöverenskommelsen 1945 tillföll staden Polen och större delen av den tyska befolkningen fördrevs över gränsen. Stadens officiella namn blev därefter Bielawa, den polska namnformen. Under åren efter kriget återbefolkades staden av polska bosättare och flyktingar från de tidigare polska områdena öster om Curzonlinjen. 1977 lades järnvägen genom staden ned och ersattes av busstrafik.

## Sevärdheter

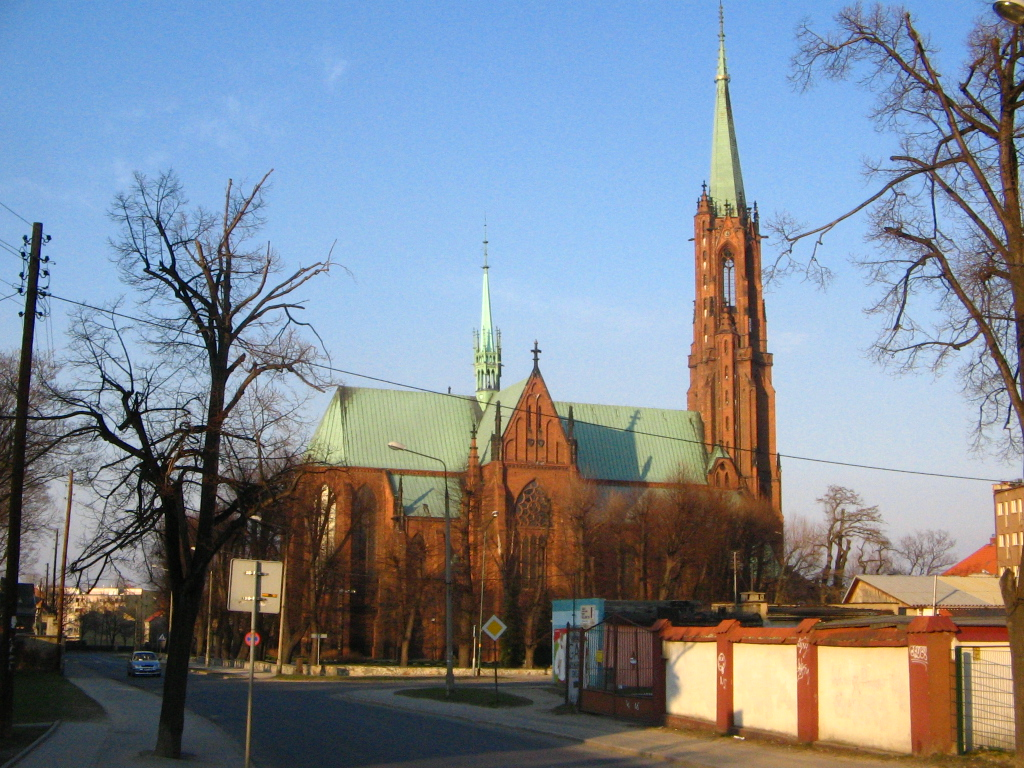
Marie Himmelsfärdskyrkan.

- Bielawas slott uppfördes 1598 av familjen von Netz och återuppbyggdes efter en brand 1739 av grevarna von Sandretzky. Efter Hans von Sandretzkys död 1886 ärvdes slottet av Ernst Julius von Sedlitz, som bodde här fram till 1910. Efter von Sedlitz död 1930 köptes slottet av staden och användes därefter som skol- och kontorsbyggnad.
- Marie Himmelsfärdskyrkan uppfördes 1868–1876 efter ritningar av Alexis Langer i nygotisk stil.
- Den tidigare protestantiska kyrkan uppfördes 1743 i barockstil, med ombyggnader 1843 och 1878–1880. 1945 upplöstes församlingen. Sedan 1972 är kyrkan katolsk församlingskyrka.
- De två Dierigvillorna från 1800-talet, som tillhört textilfabrikörsfamiljen Dierig, är idag hotell.

## Vänorter
- Burton-upon-Trent, Storbritannien
- Hronov, Tjeckien
- Lingen (Ems), Tyskland

## Kända invånare
- Adolph Franz (1842-1916), teolog och politiker för Deutsche Zentrumspartei.
- Tomasz Smolarz (född 1966), politiker för Medborgarplattformen.
- Jacek Trzeciak (född 1971), fotbollsspelare och tränare.
- Eleni Tzoka (född 1956), polsk sångerska.
- Horst Weigang (född 1940), fotbollsmålvakt, medlem av östtyska landslaget 1962-1967.